# 鹿瀨站
鹿瀨站（日语：／ Kanose eki */?）是位於新潟縣東蒲原郡阿賀町向鹿瀨858番地，東日本旅客鐵道的磐越西線車站。本站位於舊鹿瀨町的中心，並且曾設有貨物起卸業務。快速「SL磐越物語」通過此站。此站至津川站之間設有斜坡區間，在該區間中，SL磐越物語的限速為30km/h，其他列車的限速為35km/h。

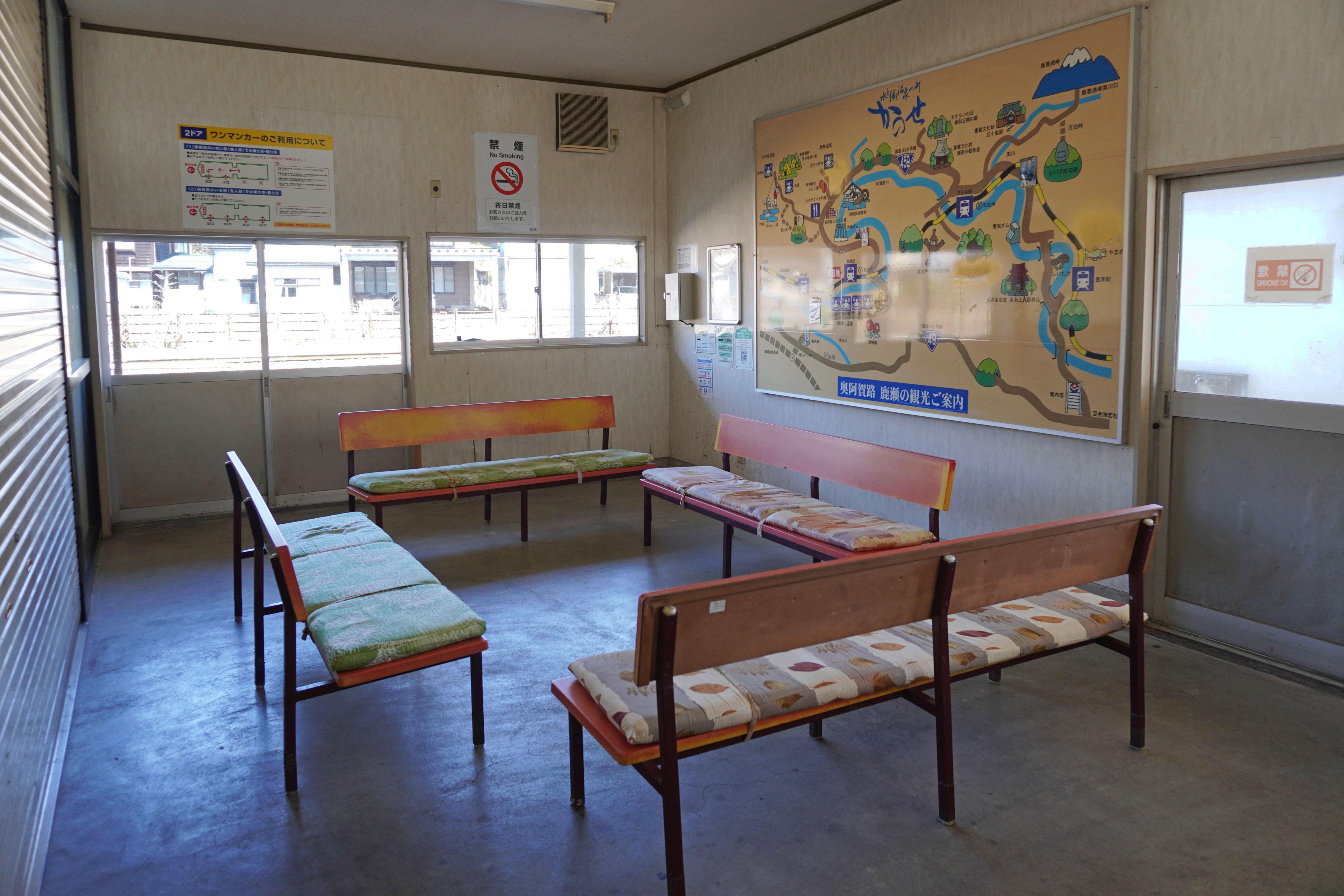
車站內部（2023年4月）

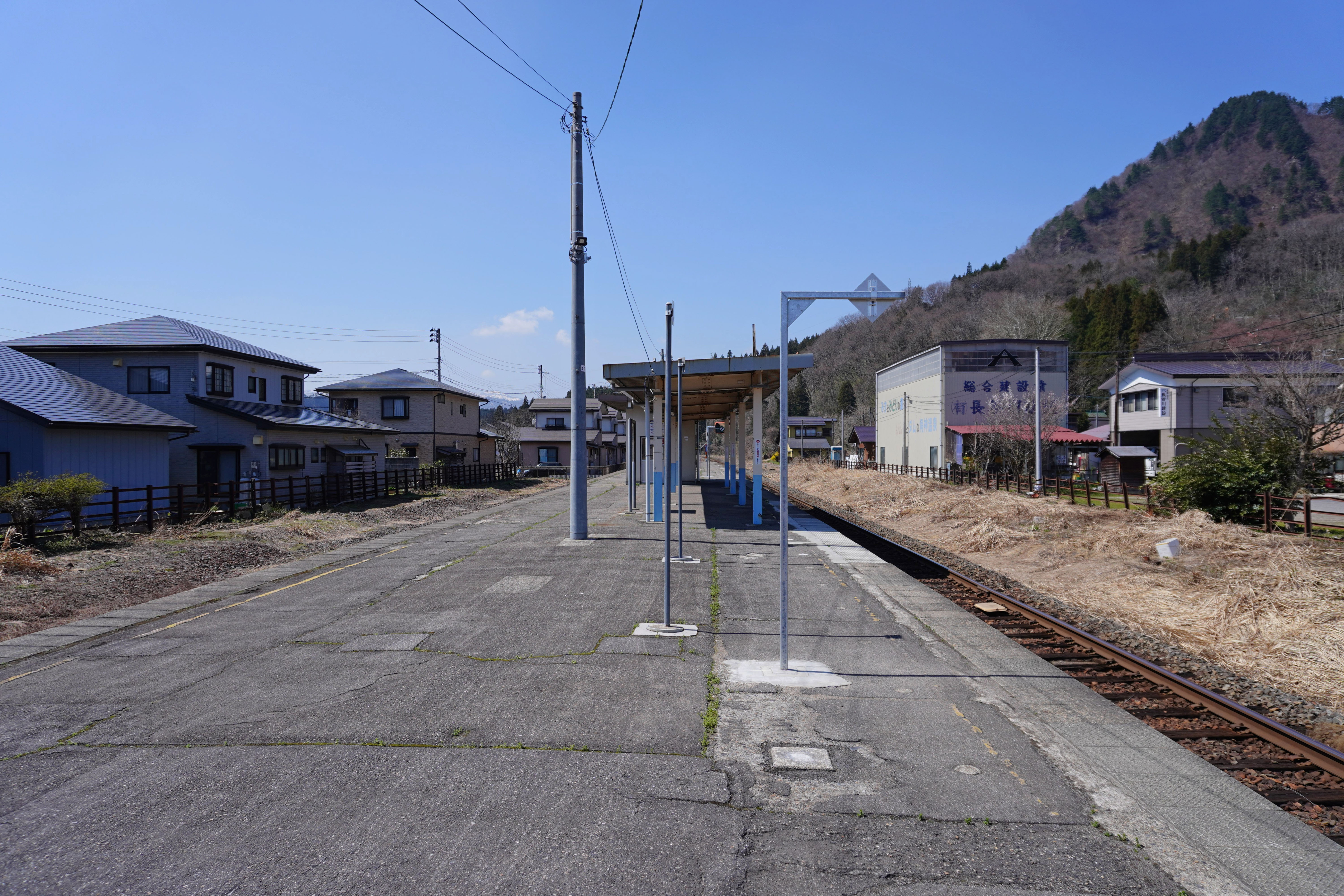
月台（2023年4月）

## 歷史
磐越西線是連接郡山和新津的鐵路線。當初私鐵岩越鐵道取得許可，於郡山一方開始建設鐵路線。但是在1904年（明治37年），岩越鐵道延伸至喜多方站後，於1906年（明治39年）為了迎接鐵道國有法成立，其餘的區間由國有鐵道繼承建設。在國有化後，以岩越線的名稱繼續從新潟縣一方和福島縣一方，兩方面繼續進行建設工程。在1914年（大正3年）11月1日，最後的區間野澤至津川之間開通，全線開通。此站鹿瀨站也是最後開通區間之中新設的車站。

### 年表
- 1914年（大正3年）11月1日[1]：鐵道院岩越線 野澤站至津川站之間開通，此站啟用。
- 1917年（大正6年）10月10日：路線名稱改名，成為磐越西線車站。
- 1984年（昭和59年）6月6日：使用深戶鐵橋的舊建材進成的紀念碑舉行揭幕儀式[5]。
- 1985年（昭和60年）3月：專用線到發的貨物列車廢止。鄰接車站設有昭和電工鹿瀨工場的專用線。
- 1986年（昭和61年）11月1日：成為簡易委託車站。
- 1987年（昭和62年）4月1日：伴隨國鐵分割民營化，車站由東日本旅客鐵道（JR東日本）營運[6]。
- 1995年（平成7年）12月23日：車站大樓內的商店開張[7]。

## 車站構造
此站是地面車站，設有1面1線的單式月台。站房位於南邊。本站曾設有1面2線的島式月台，現時列車交會設備已經撤走。此站是由新津站管理的無人車站。站內設有候車室、廁所（濕廁）、自動販賣機和公共電話。

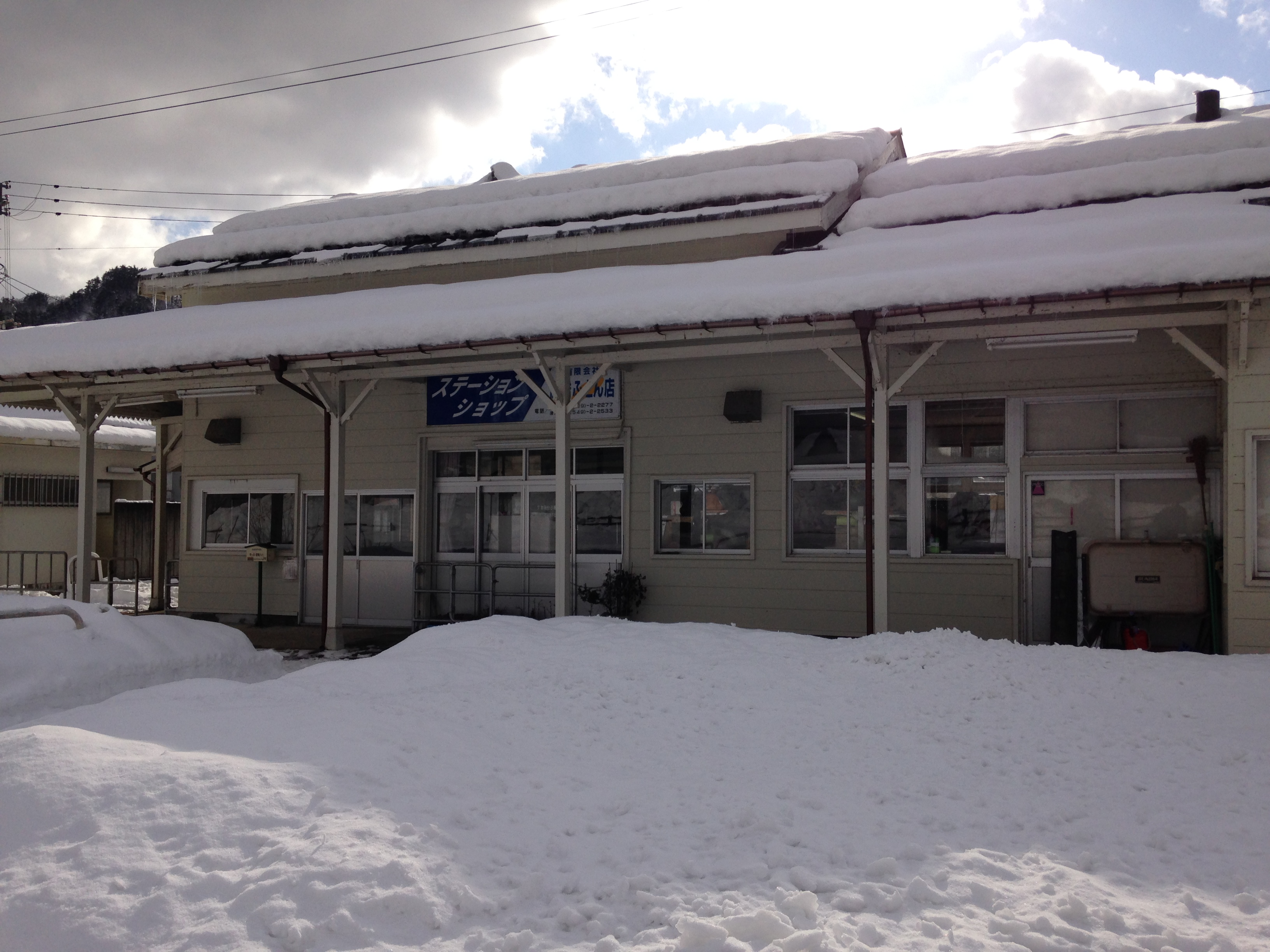
月台側的站房（2014年1月）
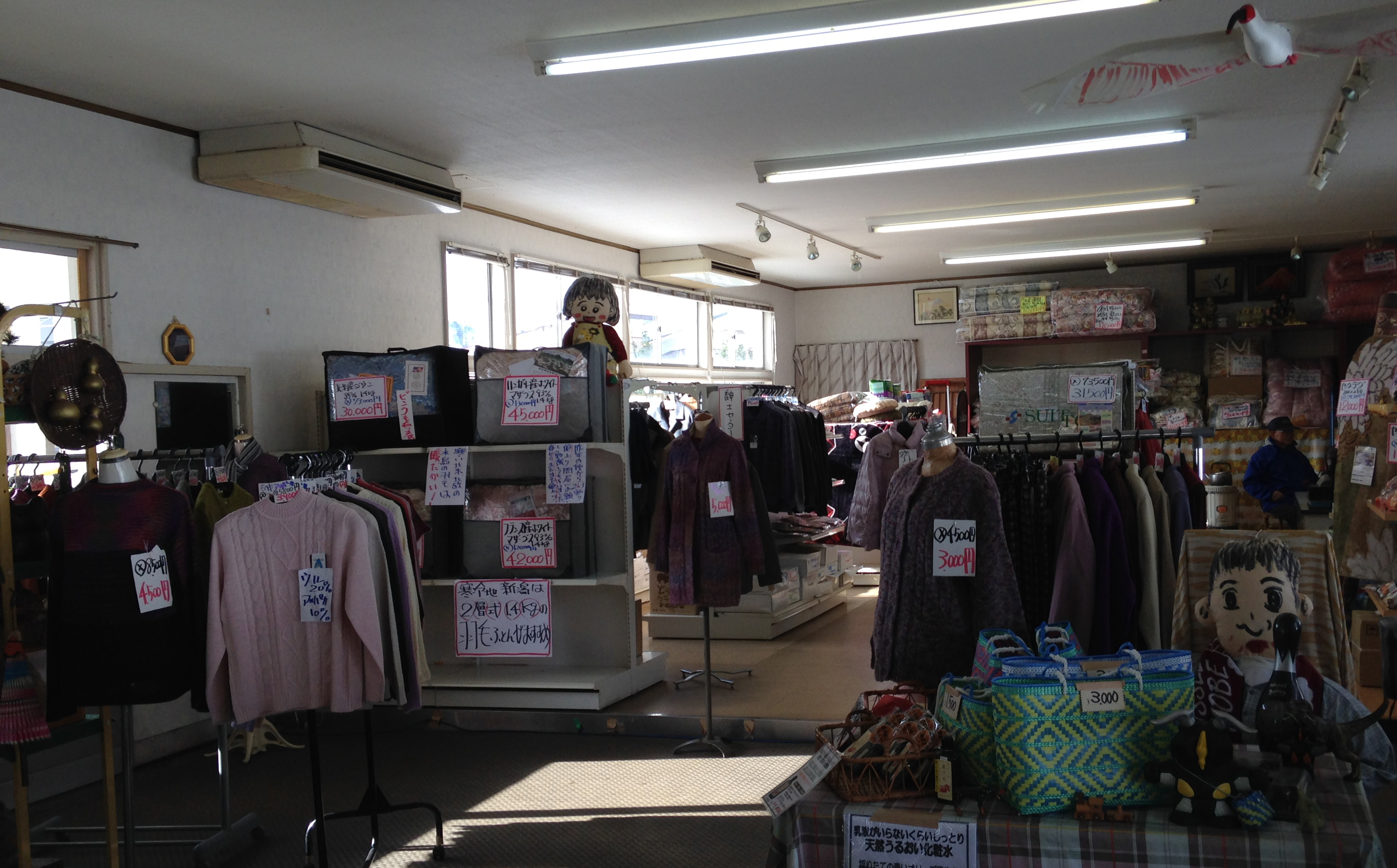
站內的商店高橋布團店
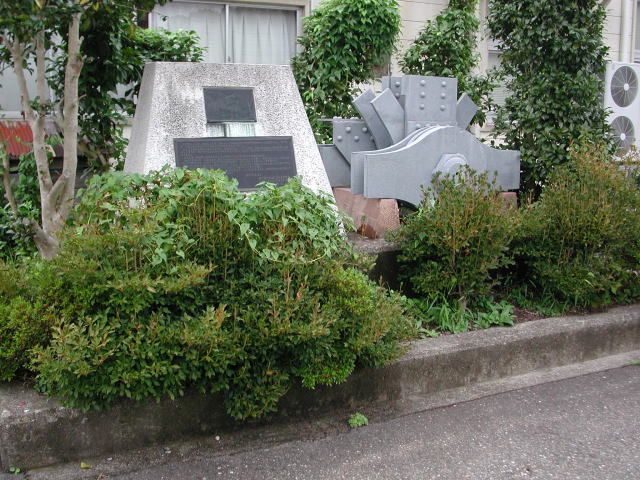
在1983年11月20日建設的阿賀野川深戶橋樑（日语：阿賀野川深戸橋梁）（日出谷 - 鹿瀨之間）初代橋桁的一部分，作為一個紀念碑

## 車站周邊
- 新潟縣道174號角島鹿瀨線（日语：新潟県道174号角島鹿瀬線）
- 國道459號（日语：国道459号）
- 鹿瀨大橋（日语：鹿瀬大橋）
- 鹿瀨橋（日语：鹿瀬橋）
- 新潟昭和（舊・昭和電工）鹿瀨工場
- 阿賀町公所鹿瀨分所（舊・鹿瀨町（日语：鹿瀬町）公所）
- 鹿瀨郵局
- 津川警署（日语：津川警察署）鹿瀨駐在所

## 巴士路線

阿賀町內的巴士路線圖。時間表可參見「新潟交通觀光巴士：津川區域 」。

最近的巴士站是位車站東北方步行5分鐘的「鹿瀨電工前」巴士站。截至2019年4月1日，設有新潟交通觀光巴士行走。
- 津川站 - 鹿瀨 - 日出谷站線
只於平日服務。巴士路線連接鹿瀨溫泉、角神旅行村和奧阿賀遊覧船等旅遊景點。

## 相鄰車站
東日本旅客鐵道（JR東日本）
■磐越西線
□快速「阿賀野」
野澤－鹿瀨－津川
■普通
日出谷－鹿瀨－津川

## 注腳
1. 1 2 3 4  . 東日本旅客鉄道.   [2014-10-25]. （原始内容存档于2018-11-16） （日语）.
2. 1 2 3 4  . 週刊JR全駅・全車両基地 (朝日新聞出版). 2013-08-04, (50): 25 （日语）.
3. ↑  『津川町史』pp.144 - 145
4. ↑  「日出谷・鹿瀬・津川の3駅史」p.82
5. ↑  新潟日報昭和59年6月9日下越版
6. ↑  『交通年鑑 昭和63年版』 交通協力會，1988年3月。
7. ↑  新潟日報　平成7年12月26日19面
8. ↑  . 新潟交通観光バス.   [2019-04-16]. （原始内容存档于2015-10-07） （日语）.

## 外部連結
- 車站資訊（鹿瀨）：東日本旅客鐵道（日語）
- 國土交通省北陸地方整備局 阿賀野川河川事務所 防滑措施事業 （页面存档备份，存于）（存檔） - 在「赤崎地區（新潟縣鹿瀬町）」相片中，紅線的範圍是速度制限區間。
- 1976年（昭和51年）的鹿瀨站周邊 （页面存档备份，存于） - 地理院地圖（圖土地理院）

在鹿瀨站內可看見貨場和昭和電工鹿瀨工場的專用線。